# Grevillea celata
Grevillea celata är en tvåhjärtbladig växtart som beskrevs av W.M. Molyneux. Grevillea celata ingår i släktet Grevillea och familjen Proteaceae. Inga underarter finns listade i Catalogue of Life.